# Dele Udo
Ndubuisi Dele Udo, né le 24 mai 1957 à Umuahia et mort le 15 janvier 1981 à Lagos, est un athlète nigérian.

## Biographie
Dele Udo est diplômé de l'Université du Missouri à Columbia en 1978.
Il est médaillé d'or du 4 x 400 mètres et médaillé d'argent du 400 mètres des Jeux africains de 1978 à Alger ainsi que du relais 4 × 400 mètres aux Championnats d'Afrique d'athlétisme 1979 à Dakar. Il dispute également les Jeux olympiques d'été de 1980 à Moscou.
Dans la nuit du 15 janvier 1981 à Lagos, il meurt abattu par un policier lors d'une dispute.